# Antoniotto da Cabella
Antoniotto da Cabella, noto anche come Antoniotto della Cabella o della Gabella (Cabella, 1420 – Pera, 20 novembre 1475), è stato un mercante e politico italiano, nato nell'allora Feudo imperiale di Cabella, fu l'ultimo console della Superba a Caffa, colonia genovese nell'odierna Crimea.

## Biografia
Nativo di Cabella in val Borbera, si trasferì a Genova, dove ottenne un terreno e casa a  Santa Brigida, nella zona dei Rolli, dove divenne setaiolo. Nel 1461 era diventato uno dei principali esponenti dell'arte della seta a Genova. Nel 1471 veniva gli veniva affidato l'incarico di consigliere del console genovese a Caffa, colonia genovese nell'odierna Ucraina e l'anno dopo divenne console. Effettuò il suo viaggio da Genova a Caffa itinere terrestri cioè via terra. Appena arrivato nella colonia genovese relazionò ai Protettori di san Giorgio della situazione in cui versava la colonia tra le aspre controversie che coinvolgevano indirettamente una delle più importanti colonie della Superba. Il sultano dell'Impero ottomano Maometto II nel 1475 invase la colonia genovese di Caffa, fu fatto prigioniero dagli ottomani e portato a Pera, già emporio genovese e sobborgo europeo di Istanbul, capitale dell'impero. Morì in prigionia a Pera il 20 novembre 1475.

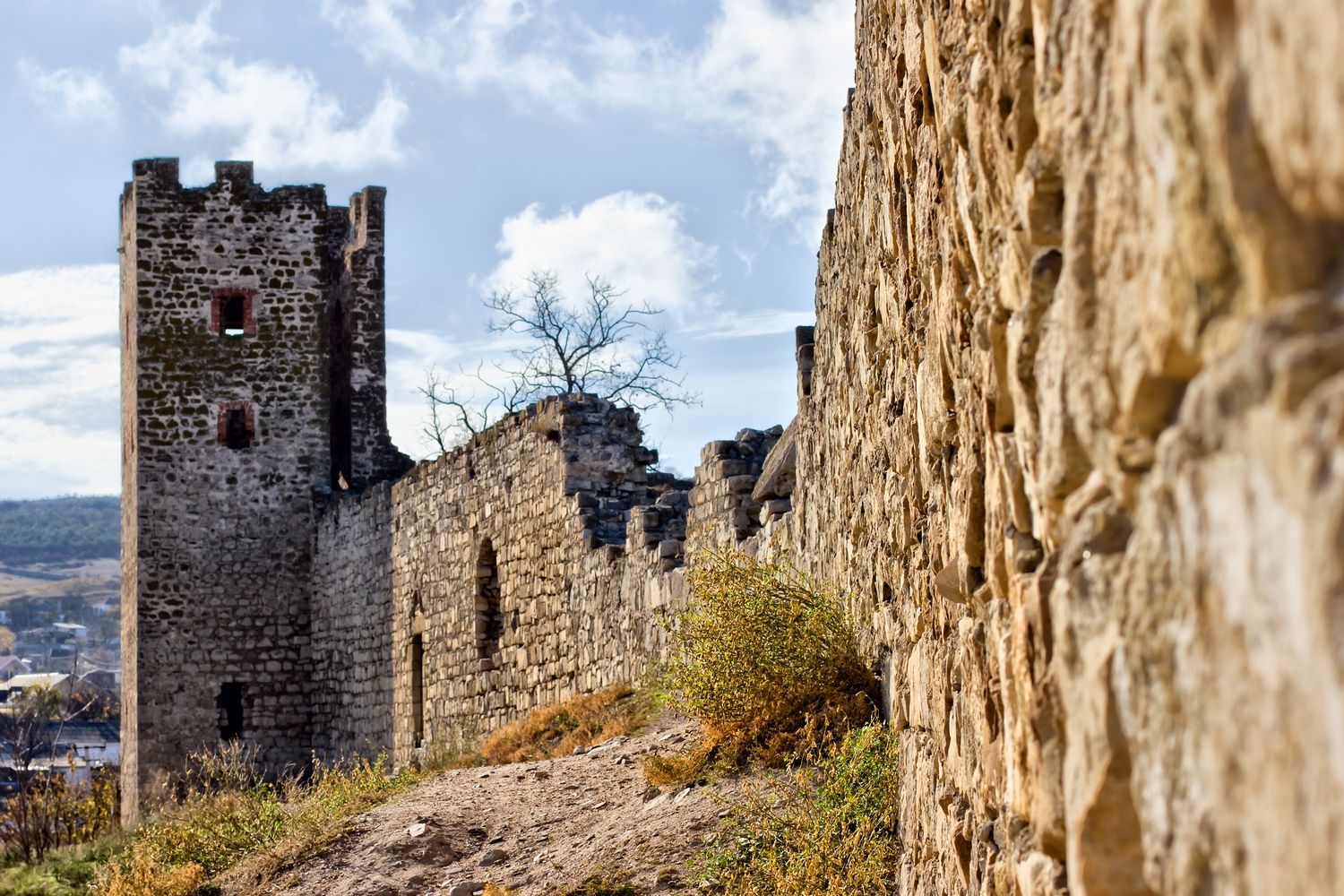
Fortezza genovese a Caffa.